# Blue Hill (St. Helena)

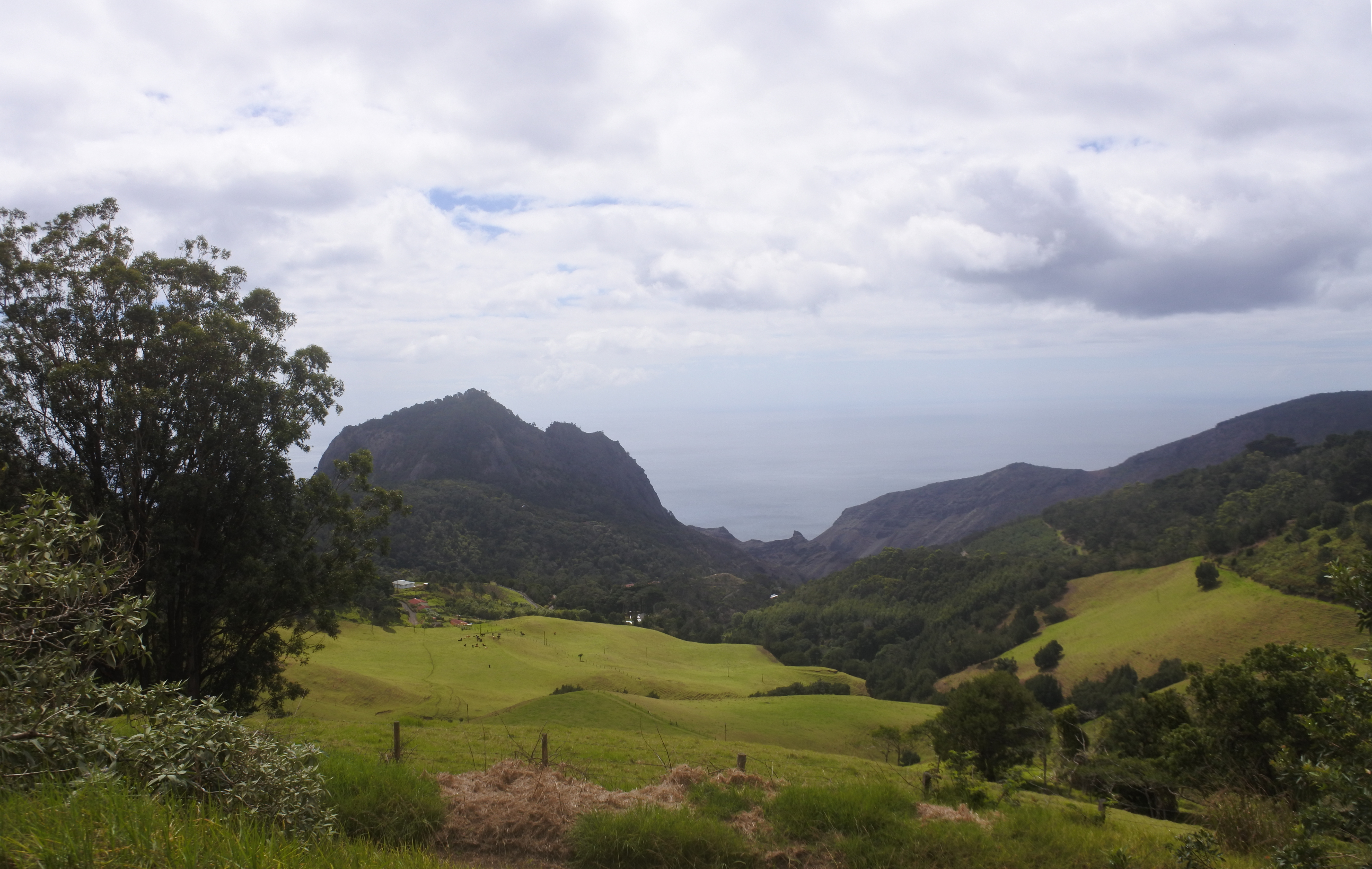
Blue Hill

Blue Hill ist ein Distrikt  auf St. Helena. Er ist mit 36,78 Quadratkilometern der flächenmäßig größte Distrikt, gleichzeitig aber mit 174 Einwohnern der am wenigsten besiedelte (Stand 2021).
Blue Hill liegt im Westen der Insel und grenzt im Nordosten an St. Paul’s und im Südosten an Sandy Bay. Hauptansiedlung ist Blue Hill Village. Eine weitere Ansiedlung ist Head o’Wain.
Der Distrikt hat weder wirtschaftlich noch historisch eine besondere Bedeutung. Eine im Distrikt befindliche Schule wurde 1990 geschlossen.
Touristisch ist Blue Hill kaum erschlossen. Ein 2002 geplantes Öko-Resort wurde 2012 beziehungsweise 2017 genehmigt, jedoch bis heute (Stand Dezember 2019) nicht realisiert.

## Sakralbauten

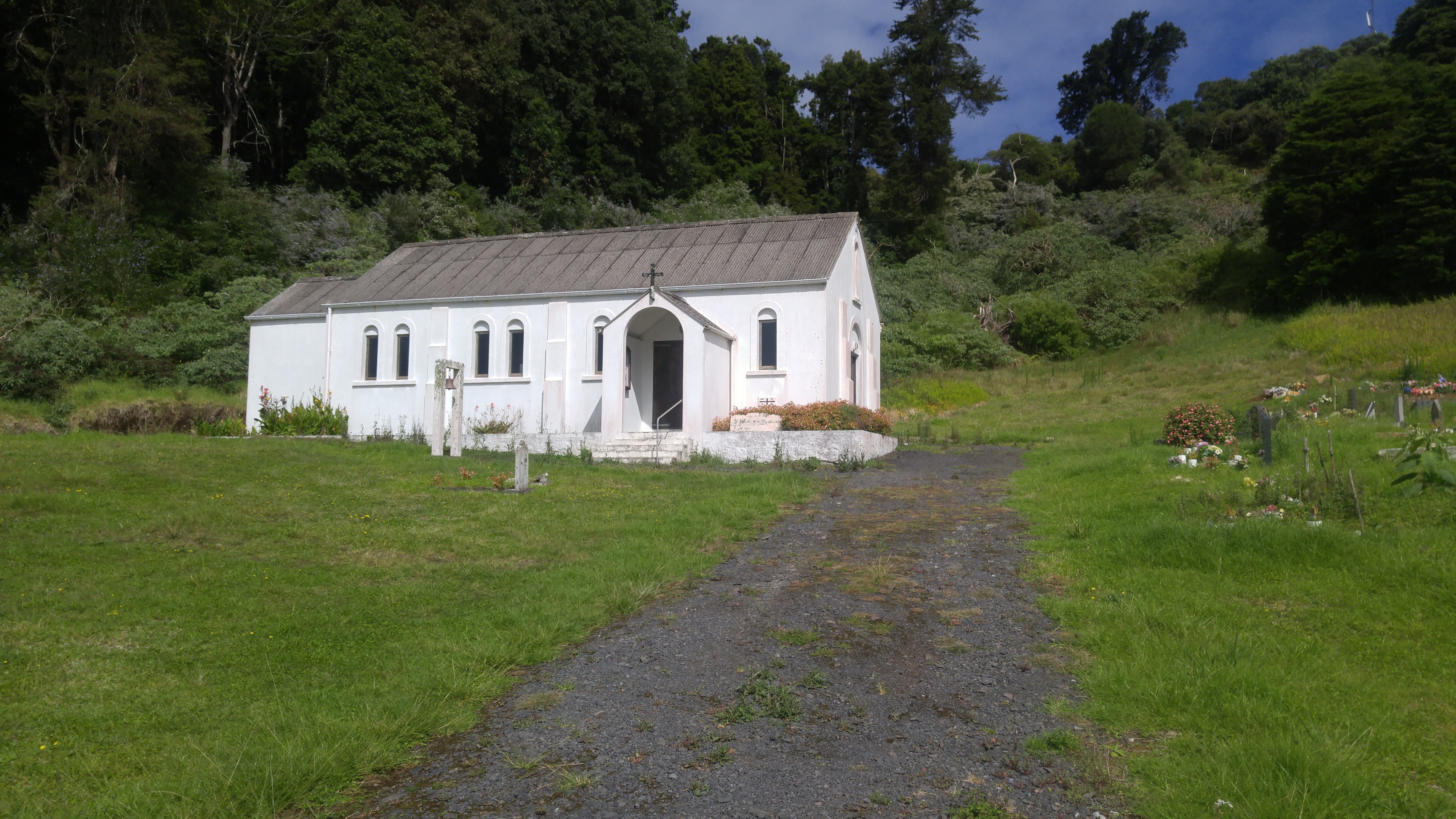
St Helena of the Cross in Blue Hill

- St Helena of the Cross der Diözese St Helena der Anglican Church of Southern Africa
- Head o’Wain Chapel der St Helena Baptist Church